# Ашагы-Нюведи
Ашагы-Нюведи (азерб. Aşağı Nüvədi) — посёлок городского типа в Ленкоранском районе Азербайджана. Посёлок расположен в 6 км от железнодорожной станции Ленкорань (на линии Сальяны — Астара).
Статус посёлка городского типа с 1971 года.
Мечеть в поселении Ашагы Нюведи построена в конце XIX века, находится на территории древнего кладбища. Мечеть находится под охраной государства и является архитектурно-историческим памятником Строение представляет собой типовое культовое сооружение своего времени. По планировочной структуре это вытянутый прямоугольник с размерами 18,8×7,4 и высотой 4 метра. В зал предусмотрено три входа – два на главном и один на боковом фасаде. На главном фасаде двери и окна расположены симметрично относительно михраба (mehrab - ниша в мечети, обращенная в сторону Мекки). По центру кровли выступает небольшой четырехгранный гумбаз (купол, построенный из кирпича). Основной материал, использованный при строительстве, – красный обожженный кирпич. Двери, окна, несущие конструкции крыши, потолки, четыре колонны (30×30 см) сделаны из дерева; кровля – черепичное покрытие. Украшением экстерьера служат сама кладка, ромбовидная шебеке на окнах. На каждом из боковых фасадов имеются по два окна, отличающиеся друг от друга. Ширина арочных окон, расположенных на правом боковом фасаде, составляет 2,20 м. На левом боковом фасаде окна имеют прямоугольную форму, каждое шириной 1 м, расположены они над дверью на высоте приблизительно 2,30 м.
Еще одна мечеть в поселении Ашагы Нюведи – Кювениль, принадлежащая к постройкам XIX века, находится под охраной государства и является архитектурно-историческим памятником. На протяжении своего существования здание ремонтировалось на пожертвования местных жителей, масштабные реставрационные работы велись в 1980-м году. В мечети имеется один молельный зал, длина и ширина которого составляют 14,4 и 6,2 метров соответственно, его высота 4,20 м. Имеется два входа, симметричные относительно поперечной оси и расположенные на главном фасаде. На главном фасаде также расположены два арочных окна, имеющих ширину 2,6 м. Такое же окно имеется на одном из боковых фасадов. Окна украшены крупными ромбовидными и квадратными шебеке и обеспечивают естественное освещение помещения. Мечеть Кювенил построена из красного обожженного кирпича, несущие конструкции крыши, окна, двери сделаны из дерева. Посередине крыши выступает четырехгранный гумбаз высотой 2 м с цоколем 1,1 м. Стены, по сравнению с другими аналогичными сооружения, не широкие и составляют 60 см.

## Население
| 1979 | 1989 | 2011 |
| ---- | ---- | ---- |
| 2062 | 2349 | 3000 |

## Известные жители и уроженцы
- Алиева, Солмаз Самед кызы (1945—2012) — Герой Социалистического Труда.
- Расулов, Мамедрза Руфулла оглы (1939—2010) — Герой Социалистического Труда.
- Гасанова, Касира Наджафали кызы (1950) — лауреат Государственной премии СССР.